# CAF Confederation Cup 2018
De CAF Confederation Cup 2018 (officieel Total CAF Confederation Cup 2018) is het 15e seizoen van de tweede Afrikaanse voetbalcompetitie voor clubs die georganiseerd wordt door de CAF.
Vanaf dit seizoen worden de groepen uitgebreid tot 16 teams, verdeeld over vier groepen van vier teams. De knock-out fase wordt uitgebreid van 4 naar 8 teams.
De winnaar van de CAF Confederation Cup 2018 zal spelen tegen de winnaar van de CAF Champions League 2018 in de CAF Super Cup 2019 op 29 maart 2019.

## Data
Alle lotingen zullen plaatsvinden in Cairo, Egypte.
| Fase          | Ronde                    | Datum loting        | Heenwedstrijd                 | Terugwedstrijd      |
| ------------- | ------------------------ | ------------------- | ----------------------------- | ------------------- |
| Kwalificatie  | Voorronde                | 13 december 2017    | 9–11 februari 2018            | 20–21 februari 2018 |
| Kwalificatie  | Eerste kwalificatieronde | 13 december 2017    | 6–7 maart 2018                | 16-18 maart 2018    |
| Play-off      | Play-offronde            | 21 maart 2018       | 6–8 april 2018                | 17–18 april 2018    |
| Groepsfase    | Wedstrijddag 1           | 21 april 2018       | 4-6 mei 2018                  | 4-6 mei 2018        |
| Groepsfase    | Wedstrijddag 2           | 21 april 2018       | 15–16 mei 2018                | 15–16 mei 2018      |
| Groepsfase    | Wedstrijddag 3           | 21 april 2018       | 17–18 juli 2018               | 17–18 juli 2018     |
| Groepsfase    | Wedstrijddag 4           | 21 april 2018       | 27–29 juli 2018               | 27–29 juli 2018     |
| Groepsfase    | Wedstrijddag 5           | 21 april 2018       | 17–19 augustus 2018           | 17–19 augustus 2018 |
| Groepsfase    | Wedstrijddag 6           | 21 april 2018       | 28–29 augustus 2018           | 28–29 augustus 2018 |
| Knockout fase |                          |                     |                               |                     |
| Kwartfinale   | 3 september 2018         | 3 en 4 april 2018   | 10 en 11 april 2018           |                     |
| Halve finale  | 3 september 2018         | 2-3 oktober 2018    | 23–24 oktober 2018            |                     |
| Finale        | 3 september 2018         | 23–25 november 2018 | 30 november – 2 december 2018 |                     |

## Kwalificatierondes

### Eerste kwalificatieronde
Aan de eerste kwalificatieronde doen 44 teams mee. De loting vond plaats op 13 december 2017. De heenwedstrijden werden gespeeld op 10 en 11 februari, de terugwedstrijden op 20 en 21 februari 2018.
| Team 1                       | Tot.           | Team 2                     | 1e wedstr. | 2e wedstr. |
| ---------------------------- | -------------- | -------------------------- | ---------- | ---------- |
| Atlético Petróleos Luanda    | 5 – 0          | Masters Security FC        | 5 – 0      | 0 – 0      |
| Young Buffaloes FC           | 0 – 2          | Cape Town City FC          | 0 – 1      | 0 – 1      |
| CD Costa do Sol              | 2 – 0          | Jwaneng Galaxy FC          | 1 – 0      | 1 – 0      |
| Energie FC                   | 2 – 1          | Hafia FC                   | 1 – 0      | 1 – 1      |
| APR FC                       | 6 – 1          | Anse Réunion FC            | 4 – 0      | 2 – 1      |
| Djoliba AC                   | w/o            | ELWA United                | –          | –          |
| AFC Leopards                 | 1 – 1 (u)      | Fosa Juniors FC            | 1 – 1      | 0 – 0      |
| Ngazi Sport de Mirontsi      | 2 – 5          | AS Port-Louis 2000         | 1 – 1      | 1 – 4      |
| AS MangaSport                | 1 – 2          | AS Maniema Union           | 0 – 1      | 1 – 1      |
| Olympique Star               | 1 – 0          | Étoile Filante Ouagadougou | 0 – 0      | 1 – 0      |
| New Star de Douala           | 2 – 2 (u)      | Deportivo Niefang FC       | 2 – 1      | 0 – 1      |
| AS Tanda                     | 0 – 1          | CS La Mancha               | 0 – 0      | 0 – 1      |
| Akwa United FC               | 3 – 2          | Banjul Hawks FC            | 1 – 2      | 2 – 0      |
| Al Ittihad Tripoli           | 4 – 0          | Sahel SC                   | 1 – 0      | 3 – 0      |
| US Ben Guerdane              | w/o            | Al-Hilal Juba              | –          | –          |
| Asante Kotoko                | 1 – 1 (6-7 p.) | CARA Brazzaville           | 1 – 0      | 0 – 1      |
| AS Onze Créateurs de Niaréla | 1 – 3          | CR Belouizdad              | 1 – 1      | 0 – 2      |
| Al-Masry                     | 5 – 2          | Green Buffaloes F.C.       | 4 – 0      | 1 – 2      |
| Simba SC                     | 5 – 0          | Gendarmerie Nationale FC   | 4 – 0      | 1 – 0      |
| RS Berkane                   | 3 – 2          | Mbour Petite-Côte FC       | 2 – 1      | 1 – 1      |
| Africa Sports National       | 1 – 2          | FC Nouadhibou              | 1 – 1      | 0 – 1      |
| Zimamoto FC                  | 1 – 2          | Wolaita Dicha FC           | 1 – 1      | 0 – 1      |

### Eerste ronde
Aan de eerste ronde doen 32 teams mee. De loting vond plaats op 13 december 2017. De heenwedstrijden werden gespeeld op 6 en 7 maart, de terugwedstrijden op 16, 17 en 18 maart 2018.
| Team 1                    | Tot.           | Team 2               | 1e wedstr. | 2e wedstr. |
| ------------------------- | -------------- | -------------------- | ---------- | ---------- |
| Atlético Petróleos Luanda | 1 – 2          | Supersport United FC | 0-0        | 1-2        |
| CD Costa do Sol           | 2 – 2 (u)      | Cape Town City FC    | 0-1        | 2-1        |
| Energie FC                | 2 – 5          | Enyimba FC           | 0-2        | 2-3        |
| Djoliba AC                | 2 – 2 (u)      | APR FC               | 1-0        | 1-2        |
| AS Port-Louis 2000        | 0 – 3          | Fosa Juniors FC      | 0-2        | 0-1        |
| AS Maniema Union          | 3 – 3 (u)      | USM Alger            | 2-2        | 1-1        |
| Olympique Star            | 0 – 6          | Al-Hilal Al-Ubayyid  | 0-0        | 0-6        |
| DC Motema Pembe           | 1 – 2          | Deportivo Niefang FC | 1-1        | 0-1        |
| CS La Mancha              | 4 – 2          | Al-Ahly Shendi       | 3-0        | 1-2        |
| Al Ittihad Tripoli        | 1 – 1 (2-3 p.) | Akwa United FC       | 1-0        | 0-1        |
| CARA Brazzaville          | 4 – 3          | US Ben Guerdane      | 3-0        | 1-3        |
| CR Belouizdad             | 3 – 1          | Nkana FC             | 3-0        | 0-1        |
| Simba SC                  | 2 – 2 (u)      | Al-Masry             | 2-2        | 0-0        |
| RS Berkane                | 4 – 1          | Club Africain        | 3-1        | 1-0        |
| Raja Casablanca           | 5 – 3          | FC Nouadhibou        | 1-1        | 4-2        |
| Wolaita Dicha FC          | 3 – 3 (4-3 p.) | Al-Zamalek           | 2-1        | 1-2        |

### Play-offronde
De loting vond plaats op 21 maart 2018. De play-offronde bestaat uit twee groepen: een voor verliezers van de CAF Champions League 2018 en een voor winnaars van de eerste ronde van de CAF Confederation Cup 2018. De heenwedstrijden worden gespeeld op 6 of 8 april, de terugwedstrijden op 17 of 18 april 2018.
| Team 1                      | Tot.         | Team 2               | 1e wedstr. | 2e wedstr. |
| --------------------------- | ------------ | -------------------- | ---------- | ---------- |
| Zanaco FC                   | 0–5          | Raja Casablanca      | 0 – 2      | 0 – 3      |
| AS Vita Club                | 6–1          | CS La Mancha         | 1 – 0      | 5 – 1      |
| Saint-George SA             | 1–1 (3-4 p.) | CARA Brazzaville     | 1 – 0      | 0 – 1      |
| Al-Hilal Omdurman           | 3–3 (u)      | Akwa United FC       | 2 – 0      | 1 – 3      |
| Gor Mahia                   | 2–2 (u)      | Supersport United FC | 1 – 0      | 1 – 2      |
| UD Songo                    | 4–3          | Al-Hilal Al-Ubayyid  | 3 – 1      | 1 – 2      |
| Plateau United              | 2–5          | USM Alger            | 2 – 1      | 0 – 4      |
| Bidvest Wits                | 1–1 (u)      | Enyimba FC           | 1 – 1      | 0 – 0      |
| Aduana Stars                | 7–3          | Fosa Juniors FC      | 6 – 1      | 1 – 2      |
| Young Africans SC           | 2–1          | Wolaita Dicha FC     | 2 – 0      | 0 – 1      |
| AS Génération Foot          | 3–3 (u)      | RS Berkane           | 3 – 1      | 0 – 2      |
| CF Mounana                  | 2–3          | Al-Masry             | 1 – 1      | 1 – 2      |
| ASEC Mimosas                | 1–0          | CR Belouizdad        | 1 – 0      | 0 – 0      |
| Williamsville Athletic Club | 3–2          | Deportivo Niefang FC | 2 – 0      | 1 – 2      |
| MFM FC                      | 0–1          | Djoliba AC           | 0 – 1      | 0 – 0      |
| Rayon Sports                | 3–2          | CD Costa do Sol      | 3 – 0      | 0 – 2      |

## Hoofdtoernooi

### Groepsfase
De loting vond plaats op 21 april 2018. Een totaal van 16 clubs werd verdeeld over 4 groepen, met de regel dat clubs uit dezelfde landen niet in dezelfde groep kunnen komen.

### Groepsfase CAF Confederation Cup
Groep A
| Pos. | Land            | GW | W | G | V | DV | DT | +/− | Ptn. |
| ---- | --------------- | -- | - | - | - | -- | -- | --- | ---- |
| 1    | Raja Casablanca | 6  | 3 | 2 | 1 | 14 | 5  | +9  | 11   |
| 2    | AS Vita Club    | 6  | 3 | 1 | 2 | 8  | 5  | +3  | 10   |
| 3    | Aduana Stars    | 6  | 3 | 0 | 3 | 6  | 8  | −2  | 9    |
| 4    | ASEC Mimosas    | 6  | 1 | 1 | 4 | 5  | 15 | −10 | 4    |

### Groep B
| Pos. | Land       | GW | W | G | V | DV | DT | +/− | Ptn. |
| ---- | ---------- | -- | - | - | - | -- | -- | --- | ---- |
| 1    | RS Berkane | 6  | 4 | 1 | 1 | 7  | 2  | +5  | 13   |
| 2    | Al-Masry   | 6  | 3 | 3 | 0 | 7  | 2  | +5  | 12   |
| 3    | UD Songo   | 6  | 0 | 3 | 3 | 5  | 10 | −5  | 3    |
| 4    | Al-Hilal   | 6  | 0 | 3 | 3 | 4  | 9  | −5  | 3    |

### Poule C
| Pos. | Land             | GW | W | G | V | DV | DT | +/− | Ptn. |
| ---- | ---------------- | -- | - | - | - | -- | -- | --- | ---- |
| 1    | Enyimba FC       | 6  | 4 | 0 | 2 | 5  | 5  | 0   | 12   |
| 2    | CARA Brazzaville | 6  | 3 | 0 | 3 | 7  | 5  | +2  | 9    |
| 3    | Williamsville AC | 6  | 2 | 2 | 2 | 5  | 5  | 0   | 8    |
| 4    | Djoliba AC       | 6  | 1 | 2 | 3 | 3  | 5  | −2  | 5    |

### Groep D
| Pos. | Land           | GW | W | G | V | DV | DT | +/− | Ptn. |
| ---- | -------------- | -- | - | - | - | -- | -- | --- | ---- |
| 1    | USM Alger      | 6  | 3 | 2 | 1 | 10 | 5  | +5  | 11   |
| 2    | Rayon Sports   | 6  | 2 | 3 | 1 | 6  | 5  | +1  | 9    |
| 3    | Gor Mahia      | 6  | 2 | 2 | 2 | 10 | 7  | +3  | 8    |
| 4    | Young Africans | 6  | 1 | 1 | 4 | 4  | 13 | −9  | 4    |

## Kwartfinale
De loting vond plaats op 3 september 2018.
De heenwedstrijden werden gespeeld op 14 tot 16 september 2018. Op 21 tot 23 september 2018 vonden de returns plaats.
| Team 1           | Tot. | Team 2          | 1e wedstr. | 2e wedstr. |
| ---------------- | ---- | --------------- | ---------- | ---------- |
| Rayon Sports     | 1-5  | Enyimba FC      | 0-0        | 1-5        |
| CARA Brazzaville | 1-3  | Raja Casablanca | 1-2        | 0-1        |
| Al-Masry         | 2-0  | USM Alger       | 1-0        | 1-0        |
| AS Vita Club     | 4-2  | RS Berkane      | 3-1        | 1-1        |

## Halve finale
De loting vond plaats op 3 september 2018.
De heenwedstrijden worden gespeeld op 3 oktober 2018. Op 23 oktober 2018 vinden de returns plaats.
| Team 1     | Tot. | Team 2          | 1e wedstr. | 2e wedstr. |
| ---------- | ---- | --------------- | ---------- | ---------- |
| Enyimba FC | 1-3  | Raja Casablanca | 0-1        | 1-2        |
| Al-Masry   | 0-4  | AS Vita Club    | 0-0        | 0-4        |

## Finale
|                            |                                     |     |              |                                                                                              |
| 25 november 2018 20:00 uur | Raja Casablanca                     | 3–0 | AS Vita Club | Stade Mohammed V, Casablanca Toeschouwers: 45.000 Scheidsrechter: Maguette N'Diaye (Senegal) |
| 25 november 2018 20:00 uur | Rahimi 47', 61' Benhalib 66' (pen.) |     |              | Stade Mohammed V, Casablanca Toeschouwers: 45.000 Scheidsrechter: Maguette N'Diaye (Senegal) |

|                           |                                       |     |                 |                                                                                            |
| 2 december 2018 20:00 uur | AS Vita Club                          | 3–1 | Raja Casablanca | Stade des Martyrs, Kinshasa Toeschouwers: 75.000 Scheidsrechter: Victor Gomes, Zuid-Afrika |
| 2 december 2018 20:00 uur | Mundele 45+4' Batezadio 71' Ngoma 74' |     | Hafidi 20'      | Stade des Martyrs, Kinshasa Toeschouwers: 75.000 Scheidsrechter: Victor Gomes, Zuid-Afrika |

## Kampioen
| CAF Confederation Cup 2018 |
| -------------------------- |
| Raja Casablanca 2e titel   |

## Statistieken

### Topscorers
Laatst bijgewerkt tot en met 16 december 2018.
| rang | naam                     | club             | goals |
| ---- | ------------------------ | ---------------- | ----- |
| 1    | Mahmoud Benhalib         | Raja Casablanca  | 12    |
| 2    | Jean-Marc Makusu Mundele | AS Vita Club     | 11    |
| 3    | Ayoub El Kaabi           | RSB Berkane      | 6     |
| 3    | Mouhcine Iajour          | Raja Casablanca  | 6     |
| 4    | Oussama Darfalou         | USM Alger        | 5     |
| 4    | Ahmed Gomaa              | Al-Masry         | 5     |
| 4    | Zakaria Hadraf           | Raja Casablanca  | 5     |
| 5    | Djihad Bizimana          | APR FC           | 4     |
| 5    | Islam Issa               | Al-Masry         | 4     |
| 5    | Cabwey Mèrêves Kivutuka  | CARA Brazzaville | 4     |
| 5    | Kodjo Fo-Doh Laba        | RS Berkane       | 4     |
| 5    | Racine Louamba           | CARA Brazzaville | 4     |
| 5    | Fabrice Luamba Ngoma     | AS Vita Club     | 4     |
| 5    | Jacques Tuyisenge        | Gor Mahia        | 4     |

2004 · 2005 · 2006 · 2007 · 2008 · 2009 · 2010 · 2011 · 2012 · 2013 · 2014 · 2015 · 2016 · 2017 · 2018 · 2018/19 · 2019/20 · 2020/21